# Ярус відвалу
Я́рус відва́лу — частина відвалу по висоті, що технологічно виділяється за умовою обмеження робочими параметрами відвального устаткування з метою підвищення стійкості всього чи частини відвалу.
Кут уко́су я́русу відва́лу (рос. угол откоса яруса отвала, англ. angle of slope of dump layer, нім. Böschungswinkel m der Kippenstrosse) — кут у вертикальній площині, нормальній до площини укосу відвалу, між лінією, яка з'єднує верхню і нижню бровки відвалу, та її проєкцією на горизонтальну площину. Здебільшого це кут природного укосу гірських порід.